# 루트락
주식회사 루트락(영어: RootLoc)은 대한민국의 체내삽입용 의료기기 기업이다. 인공슬관절(무릎관절) 제조기술로 미국식품의약처(FDA)로부터 승인을 받았다.